# Визентал (Тирингија)
Визентал (њем. Wiesenthal) општина је у њемачкој савезној држави Тирингија. Једно је од 61 општинског средишта округа Вартбург. Према процјени из 2010. у општини је живјело 771 становника. Посједује регионалну шифру (AGS) 16063086.

## Географски и демографски подаци
Визентал се налази у савезној држави Тирингија у округу Вартбург. Општина се налази на надморској висини од 380 m. Површина општине износи 13,6 km². У самом мјесту је, према процјени из 2010. године, живјело 771 становника. Просјечна густина становништва износи 57 становника/km².